# Катрин Смит
Катрин Смит (на английски: Kathryn Smith) е плодовита канадска писателка в САЩ, авторка на произведения в жанровете исторически и паранормален любовен роман.
Пише под псевдонимите Кади Крос (Kady Cross) – за стиймпънк, Кейт Крос (Kate Cross) – за романтична научна фантастика и романтичен трилър, Кейт Лок (Kate Locke) – за паранормален трилър, и Кейт Кеслър (Kate Kessler) – за трилъри.

## Биография и творчество
Родена е в провинция Нова Скотия, Канада през 1971 г. От малка обича да чете книги и да пише. Завършва колеж със специалност „Журналистика“.
След дипломирането си работи в търговията. В средата на 20-те си години преследва мечтата си и започва активно да пише.
Първият ѝ роман „Elusive Passion“ от поредицата „Братя Райленд“ е публикуван през 2001 г.
В творчеството си преминава през исторически любовни романи, паранормални любовни романи, стиймпънк научна фантастика, вампирско фентъзи, романтичен трилър и мистерии.
Катрин Смит живее със семейството си в щата Кънектикът, САЩ.

## Произведения

### Като Катрин Смит

#### Серия „Братя Райленд“ (Ryland Brothers)
1. Elusive Passion (2001)
2. For the First Time (2003)
3. In Your Arms Again (2004)
4. In The Night (2005)
5. Still in My Heart (2005)

#### Серия „Маклофлинс“ (MacLaughlins)
1. Anna and the Duke (2001)
2. Emily and the Scot (2002)

#### Серия „Приятели“ (Friends)
1. A Seductive Offer (2002)
2. A Game of Scandal (2002)
3. Into Temptation (2003)

#### Серия „Братство на кръвта“ (Brotherhood of Blood)
1. Be Mine Tonight (2006)
2. Night of the Huntress (2007)
3. Taken By the Night (2007)
4. Let the Night Begin (2008)
5. Night After Night (2009)

#### Серия „Кошмарни хроники“ (Nightmare Chronicles)
1. Before I Wake (2008)
2. Dark Side of Dawn (2009)

#### Серия „Викторианска сапунена опера“ (Victorian)
1. When Seducing a Duke (2009)
Невинна съблазън, изд.: „СББ Медиа“, София (2016), прев. Гергана Драйчева
2. When Marrying a Scoundrel (2010)
Да опитомиш разбойник, изд.: „СББ Медиа“, София (2018), прев. Гергана Драйчева
3. When Tempting a Rogue (2011)
Да изкушиш мошеник, изд.: „СББ Медиа“, София (2016), прев. Гергана Драйчева

#### Серия „Загадките на Миси Лехан“ (Missy LeHand Mystery) – сКели Дърам
1. Shirley Temple is Missing (2018)

#### Сборници
- Weddings From Hell (2008) – с Джаниън Фрост, Тери Гари и Маги Шейн

### Като Кади Крос

#### Самостоятелни романи
- Vigilante (2017)

#### Серия „Стиймпънк хроники“ (Steampunk Chronicles)
- The Strange Case of Finley Jayne (2011) – предистория

1. The Girl in the Steel Corset (2011)
2. The Girl in the Clockwork Collar (2012)
3. The Girl with the Iron Touch (2013)
4. The Girl with the Windup Heart (2014)

- The Dark Discovery of Jack Dandy (2013)
- The Wild Adventure of Jasper Renn (2013)

#### Серия „Сестри от кръв и дух“ (Sisters of Blood and Spirit)
1. Sisters of Blood and Spirit (2015)
2. Sisters of Salt and Iron (2016)

### Като Кейт Крос

#### Серия „Часовникарски агенти“ (Clockwork Agents)
1. Heart of Brass (2012)
2. Touch of Steel (2012)
3. Breath of Iron (2013)

### Като Кейт Лок

#### Серия „Безсмъртна империя“ (Immortal Empire)
1. God Save the Queen (2012)
2. The Queen Is Dead (2013)
3. Long Live the Queen (2013)

### Като Кейт Кеслър

#### Серия „Одри Харт“ (Audrey Harte)
1. It Takes One (2016)
2. Two Can Play (2016)
3. Three Strikes (2017)
4. Four of a Kind (2018)
5. Zero Hour (2018)